# Zen (album)
Zen – album zespołu Püdelsi, wydany w 2007 roku nakładem Warner Music Poland.

## Spis utworów
Źródło:.
1. „Bliźniaki” – 3:47
2. „Anarchia w IV RP” – 3:01
3. „Zen” – 3:22
4. „Jestem zły” – 3:52
5. „Skóry” – 2:25
6. „Na plaży w Dębkach” – 3:49
7. „Manuella” – 3:29
8. „Nintendo” – 4:12
9. „Jodłowanie w kanionie” – 2:45
10. „Syn kota i kury” – 3:27
11. „Zemsta” – 3:30
12. „Szerszeń” – 2:23
13. „Zaćmienie” – 5:58

## Skład
Źródło:.
- Andrzej Bieniasz – gitara
- Franz Dreadhunter – gitara basowa
- Szymon Goldberg – wokal
- Dario Litwińczuk – gitara
- Adam Niedzielin – instrumenty klawiszowe
- Wojciech Namaczyński – perkusja

## Sprzedaż
| Oficjalna Lista Sprzedaży OLIS |    |    |    |    |    |
| Tydzień                        | 01 | 02 | 03 | 04 | 05 |
| Pozycja                        | 27 | 30 | 43 | -  | -  |